# 藤井佐次兵衛
六代目 藤井 佐次兵衛（ふじい さじへえ、安政5年1月20日（1858年3月5日） - 1931年（昭和6年）3月25日）は、三河国幡豆郡佐久島村（現・愛知県西尾市佐久島）出身の漁業者・地方自治功労者。佐久島村漁業組合の設立に尽力し、1908年（明治41年）には佐久島村長を務めた。

## 経歴

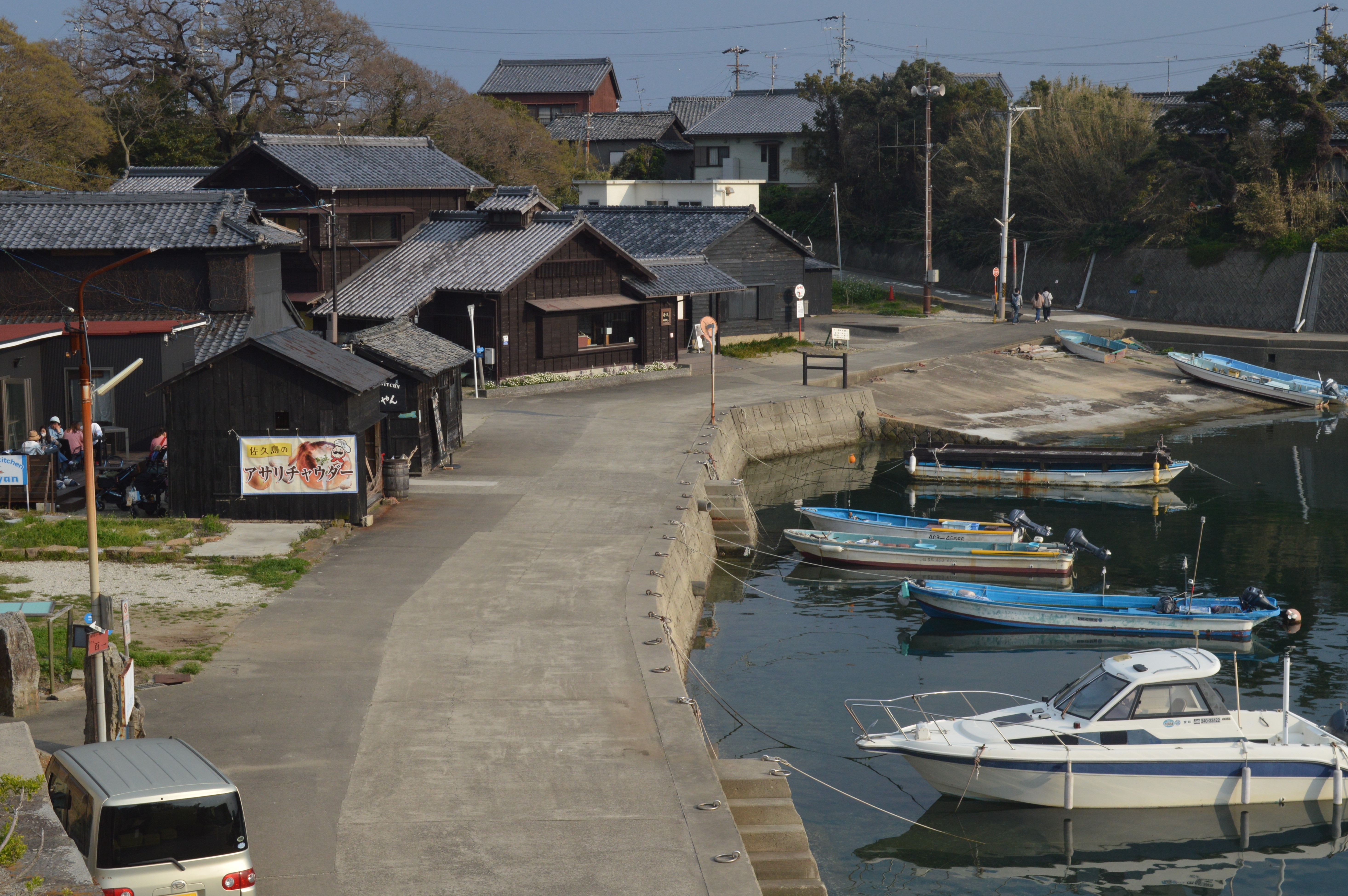
佐久島の西港

安政5年1月20日（1858年3月5日）、三河国幡豆郡佐久島村（現・愛知県西尾市佐久島）西側97番地に生まれた。藤井佐次兵衛の長男である。幼名を覚三郎といい、やがて六代目藤井佐次兵衛を襲名した。

### 地方自治への貢献
四番組長、学務委員、地積取調委員、戸長、佐久島村会議員などを歴任した。農事改良、金融の利便向上、防波堤の築造などに力を注ぎ、1903年（明治36年）2月1日には筒井新次郎、筒井由次郎、筒井金兵衛、筒井浅次郎らと協力して佐久島村漁業組合を設立した。
1897年（明治30年）には佐久島村長の藤井弥六が辞任したため、佐久島村議会議員の間接選挙によって後任者が決定された。2票で藤井佐次兵衛、筒井文誠、藤井三津三郎、筒井太郎兵衛が同数となったため、抽選によって決選投票に進む2人を決定した際、藤井佐次兵衛は除外された。
1898年（明治31年）に開催された第4回東海農区五県連合共進会には改良ウニを出品して好評を博した。1895年（明治28年）に京都市で開催された第4回内国勧業博覧会には干しイガイを出品して受賞した。1903年（明治36年）に大阪市で開催された第5回内国勧業博覧会には干しナマコを出品して受賞した。
1905年（明治38年）に日露戦争が起こった際には佐久島村助役を務めており、勲八等白色桐葉章を授与された。1908年（明治41年）には約10年間佐久島村長を務めた筒井文誠が退任し、同年5月から約7か月に渡って藤井佐次兵衛が佐久島村長を務めた。68歳まで公職に就いていたが、その後は家業に専念した。

### 死去
1931年（昭和6年）3月25日に74歳で死去した。同年10月、佐久島村漁業組合は佐久島村字影無に「藤井佐次兵衛之碑」を建立した。なお同時に、傍らには佐久島村によって村長を務めた「筒井文誠之碑」が、佐久島小学校生徒有志によって校長を務めた「筒井正甫之碑」が建立されている。